# Ramon Lapiedra i Civera
Ramon Lapiedra (Almenara, Plana Baja 1940) es un físico y profesor valenciano, catedrático jubilado de Física Teórica de la Universidad de Valencia, miembro del Institut d'Estudis Catalans, ex rector de la Universidad de Valencia, integrante del Consejo Valenciano de Cultura entre los años 1998 y 2011, y expresidente de Valencians pel Canvi.

## Biografía
Se licenció en Ciencias Físicas por la Universidad de Madrid en 1963. Entre 1963 y 1966 estuvo becado por el Gobierno francés en París, donde realizó estudios de física teórica. Fue investigador en el CNRS (Centro Nacional de la Investigación Científica) en París de 1966 a 1969. En este último año se doctoró en física teórica por la Universidad de París. Trabajó como profesor de la Universidad de Barcelona desde 1969 hasta 1978. En 1974 también se doctoró en física teórica por la misma universidad. Entre 1978 y 1982 impartió docencia, como profesor agregado, en la Universidad de Santander. Desde 1982 y hasta la fecha es catedrático de Física Teórica de la Universidad de Valencia.
Su activismo cívico le llevó a ser juzgado por el Tribunal de Orden Público (TOP), que le condenó a nueve meses de cárcel, que pasó en Barcelona y en Jaén (1970). Durante su mandato como rector de la Universidad, su compromiso cívico con los problemas y la realidad valenciana le convirtieron en una figura primordial del valencianismo progresista. Cofundador de la plataforma cívica Valencians pel Canvi, activa desde el 1999 hasta  el 2018, fue presidente durante varios años y, desde las instituciones valencianas participó en la recuperación de la lengua y la cultura valencianas.

## Cargos académicos y científicos
Entre los años 1984-1994 fue rector de la Universidad de Valencia.
En 1993 fue investido doctor honoris causa por la Universidad Jaume I de Castellón; y en 1995 recibió la Medalla de la Universidad de Valencia. Actualmente, es miembro del Institut d'Estudis Catalans (1986) y del Consell Valencià de Cultura.
En el 2000 participó en la comisión asesora para la elaboración del Informe Universidad 2000, conocido como Informe Bricall, encargado por la Conferencia de Rectores de las Universidades Españolas (CRUE).
Fue nombrado doctor 'honoris causa' por la Universidad Jaume I de Castellón en 1993. Recibió la Medalla de Oro de la Universidad de Valencia (1995), la Medalla de Honor de la Academia Valenciana de la Lengua (2019), y la medalla de honor de la Red Vives de Universidades (2021). Ha sido nombrado hijo adoptivo de la ciudad de Sagunto (2020).

## Publicaciones
Lapiedra es autor de más de cuarenta publicaciones científicas en física teórica, la mayoría en revistas especializadas de alcance internacional, y de diversos trabajos científicos dirigidos. Su investigación se desarrolla en electrodinámica, gravitación, cosmología, astrofísica y cimientos de mecánica cuántica. Entre sus libros se encuentra ' Los déficits de la realidad y la creación del mundo ', (2004), que obtuvo el Premio Crítica Serra d'Or de Investigación, y su versión en castellano (con ampliaciones): ' Las carencias de la realidad. La conciencia, el universo y la mecánica cuántica ' (2008).
Sus últimos artículos sobre epistemología, fundamentos de la mecánica cuántica, cosmología y educación han sido publicados en revistas como Arbor, Sistema, Actas de la Universidad de Verano de Gandia, y en diversas obras del Institut d'Estudis Catalans.